# PCL-171
PCL-171 — это 122-мм самоходная артиллерийская установка, используемая сухопутными войсками Народно-освободительной армии Китая.

## Разработка
Впервые PCL-171 появился на публике во время репортажа Центрального телевидения Китая об учениях в декабре 2020 года. Согласно отчёту, САУ поступила в эксплуатацию во второй половине 2020 года.
САУ был разработан как ещё более мобильная и лёгкая платформа в дополнении к PCL-161, которая базируется на шасси большего грузовика, но также оснащена 122-мм гаубицей.

## Обзор
Каждая батарея состоит из 6 САУ PCL-171, командно-штабных машин, перевозчиков боеприпасов, разведывательных машин и прочего. Некоторые из невооруженных машин созданы на базе бронированных машин Dongfeng Mengshi CTL181A с колёсной формулой 4×4. Командно-штабная машина имеет установленное на ней оборудование связи, а разведывательная машина оснащена контрбатарейной радиолокационной системой, включающей радиолокационную антенну и оптико-электронный прицел, установленный на подъёмной мачте.

### Орудие
Максимальная дальность стрельбы орудия составляет 18-22 км с обычными боеприпасами и до 27-40 км с боеприпасами увеличенной дальности. Каждая машина может перевозить 28 снарядов калибра 122 мм, всего 168 снарядов для батареи из 6 CFE.

### Шасси
PCL-171 разработан на базе шасси Dongfeng Mengshi с колёсной формулой 6×6, а именно варианта CTL181A.
После того, как орудие занимает позицию для стрельбы, 2 передних гидравлических стабилизатора и 2 задних автоматически опускаются для повышения устойчивости стрельбы. PCL-171 оснащён гидропневматической подвеской, что обеспечивает лучшее склонение орудия при стрельбе прямой наводкой.

## Применение
В апреле 2020 года не менее 6 САУ PCL-171 были задействованы в учениях в неизвестном месте.

## На вооружении
- Китай: Сухопутные войска НОАК – 120 единиц по состоянию на 2022 год.[9]